# Aumeville-Lestre
Aumeville-Lestre är en kommun i departementet Manche i regionen Normandie i norra Frankrike. Kommunen ligger i kantonen Quettehou som tillhör arrondissementet Cherbourg. År 2022 hade Aumeville-Lestre 125 invånare.

## Befolkningsutveckling
Antalet invånare i kommunen Aumeville-Lestre
| Referens: INSEE |